# Taiyutyla glomerata
Taiyutyla glomerata är en mångfotingart som först beskrevs av Harger 1872.  Taiyutyla glomerata ingår i släktet Taiyutyla och familjen Conotylidae. Inga underarter finns listade i Catalogue of Life.